# اختزال كربوحراري
الاختزال الكربوحراري هو تفاعل كيميائي يتضمن حدوث تفاعل اختزال للمتفاعلات، غالباً لأكاسيد الفلزات، باستخدام الكربون كمختزل، عند درجات حرارة مرتفعة عادة.
تستخدم التفاعلات الكربوحرارية في إنتاج العديد من الفلزات، مثل إنتاج الحديد من أكاسيده، إلا أنها غير فعالة لاستحصال بعض الفلزات الأخرى من أكاسيدها مثل الصوديوم أو البوتاسيوم. يمكن التنبؤ بمقدرة التفاعل الكربوحراري على استحصال فلز ما من أكاسيده بواسطة مخطط إلنغهام Ellingham diagram.
يؤدي الاختزال الكربوحراري بالكربون إلى الحصول على أحادي أكسيد الكربون وأحياناً ثنائي أكسيد الكربون كنواتج للعملية.

## أمثلة
من أوضح أمثلة تطبيق التفاعلات الكربوحرارية إنتاج فلز الحديد من خامته، والذي يمكن أن يوضح بالتفاعل العام الإجمالي:
{\displaystyle \mathrm {2\ Fe_{2}O_{3}\ +\ 3\ C\ \longrightarrow \ 4\ Fe\ +\ 3\ CO_{2}} }
كما تستخدم العملية في الحصول على الفوسفور، حيث يقدر أن حوالي مليون طن من الفوسفور العنصري ينتج سنوياً من التفاعلات الكربوحرارية. حيث يسخن فلورأباتيت (صخر الفوسفات) مع الفحم لدرجات حرارة بين 1200 - 1500 °س مع الرمل لإنتاج الفوسفور P4:
{\displaystyle \mathrm {4\ Ca_{5}(PO_{4})_{3}F\ +\ 18\ SiO_{2}\ +\ 30\ C\ \longrightarrow \ 3\ P_{4}\ +\ 18\ CaSiO_{3}+2\ CaF_{2}\ } }

## اقرأ أيضاً
- اختزال